# Жибек Жолы (Жамбылская область)
Жибе́к Жолы́ (до 6 февраля 1997 года — Королёвка, каз. Жібек жолы) — аул в Байзакском районе Жамбылской области Казахстана, входит в состав Жанатурмысского сельского округа. 

## География
Аул расположен в южной части Байзакского района, в 2 километрах к югу от административного центра сельского округа села Кокбастау, в 10 километрах к востоку от районного центра села Сарыкемер, и примерно в 20 километрах к востоку от областного центра города Тараз. Ближайшая железнодорожная станция Ушбулак — расположена примерно в 9 километрах к юго-западу от аула (по дороге — 12,2 км). Соседние населённые пункты: Кокбастау в 2 километрах к северу, Базарбай в 2 километрах к западу, Жанатурмыс в 5 километрах к востоку. Транспортное сообщение осуществляется просёлочными дорогами, с выходами на автодороги KH-6 и A2. Высота центра населённого пункта — 575 метров над уровнем моря

## Население
| Численность населения | Численность населения | Численность населения |
| 1989                  | 1999                  | 2009                  |
| --------------------- | --------------------- | --------------------- |
| 213                   | ↗305                  | ↗329                  |